# Marcel Koller
Marcel Koller (* 11. November 1960 in Zürich) ist ein Schweizer Fussballtrainer und ehemaliger Fussballspieler.

## Karriere

### Spielerkarriere
Der Mittelfeldspieler Koller spielte seine gesamte Karriere als Spieler beim Grasshopper Club Zürich. Mit dem Verein gewann er sieben Meisterschaften und fünfmal den Cup. Seinen ersten Profivertrag unterschrieb er mit 18 Jahren und wurde zur Saison 1980/81 in die erste Mannschaft berufen. Er war lange Captain und spielte häufig auf der Position des Sechsers.
Er bestritt 55 Länderspiele für die Schweizer Fussballnationalmannschaft. Den Abschluss und gleichzeitigen Höhepunkt bildete dabei die Teilnahme an der Fussball-Europameisterschaft 1996.

### Trainerkarriere

#### Vereine in der Ostschweiz
Koller gab sein Trainerdebüt am 1. Juli 1997 beim FC Wil in der Saison 1997/98 in der Schweizer NLB. Als der Verein im Januar 1999 auf einem Aufstiegsplatz stand, wechselte er zum FC St. Gallen in die NLA. In St. Gallen erzielte er erste Erfolge als Trainer in der höchsten Liga: In der Saison 1999/2000 wurde der FC St. Gallen zum ersten Mal seit 1904 Schweizer Meister, und der Verein bezwang im UEFA-Cup den FC Chelsea. Koller wurde als Schweizer Trainer des Jahres 1999 geehrt.
Am 9. Januar 2002 wechselte er zu dem Verein, bei dem er als Aktiver seine Karriere verbracht hatte, den Grasshoppers Zürich. Dort gewann er 2003 erneut die Schweizer Meisterschaft. Nach fünf Niederlagen in Folge, zuletzt gegen seinen früheren Verein FC Wil, trat er am 3. Oktober 2003 zurück.

#### Vereine in Deutschland
Im direkten Anschluss an seine Tätigkeit in Zürich wechselte Koller nach Deutschland: Vom 2. November 2003 bis zum 14. Juni 2004 war er Cheftrainer beim 1. FC Köln in der Bundesliga. Er gilt als der Entdecker des deutschen Nationalspielers Lukas Podolski. Jedoch stieg Koller mit dem Verein in die 2. Bundesliga ab und wurde nach der Saison beurlaubt.
Ab dem 23. Mai 2005 war er Trainer des VfL Bochum. Nach einer Saison in der 2. Bundesliga stand der VfL am 17. April 2006, fünf Spieltage vor dem Ende der Saison, rechnerisch als Aufsteiger in die Bundesliga fest. Am 5. Mai 2007 sicherte sich der VfL Bochum mit dem Auswärtssieg gegen den Hamburger SV zwei Spieltage vor dem Ende der Saison 2006/07 den Klassenerhalt in der Bundesliga. Koller erreichte mit dem VfL Bochum in der Saison 2006/07 den achten Tabellenplatz, die bis dahin drittbeste Platzierung des VfL Bochum in der Bundesliga. Mit Koller spielte der VfL Bochum drei Saisons hintereinander in der obersten Spielklasse. Dennoch trennte sich der VfL Bochum zu Beginn der vierten Saison am 20. September 2009 von Koller. Am Ende der Saison 2009/10 stieg der VfL wieder in die 2. Bundesliga ab.

#### Nationaltrainer Österreichs

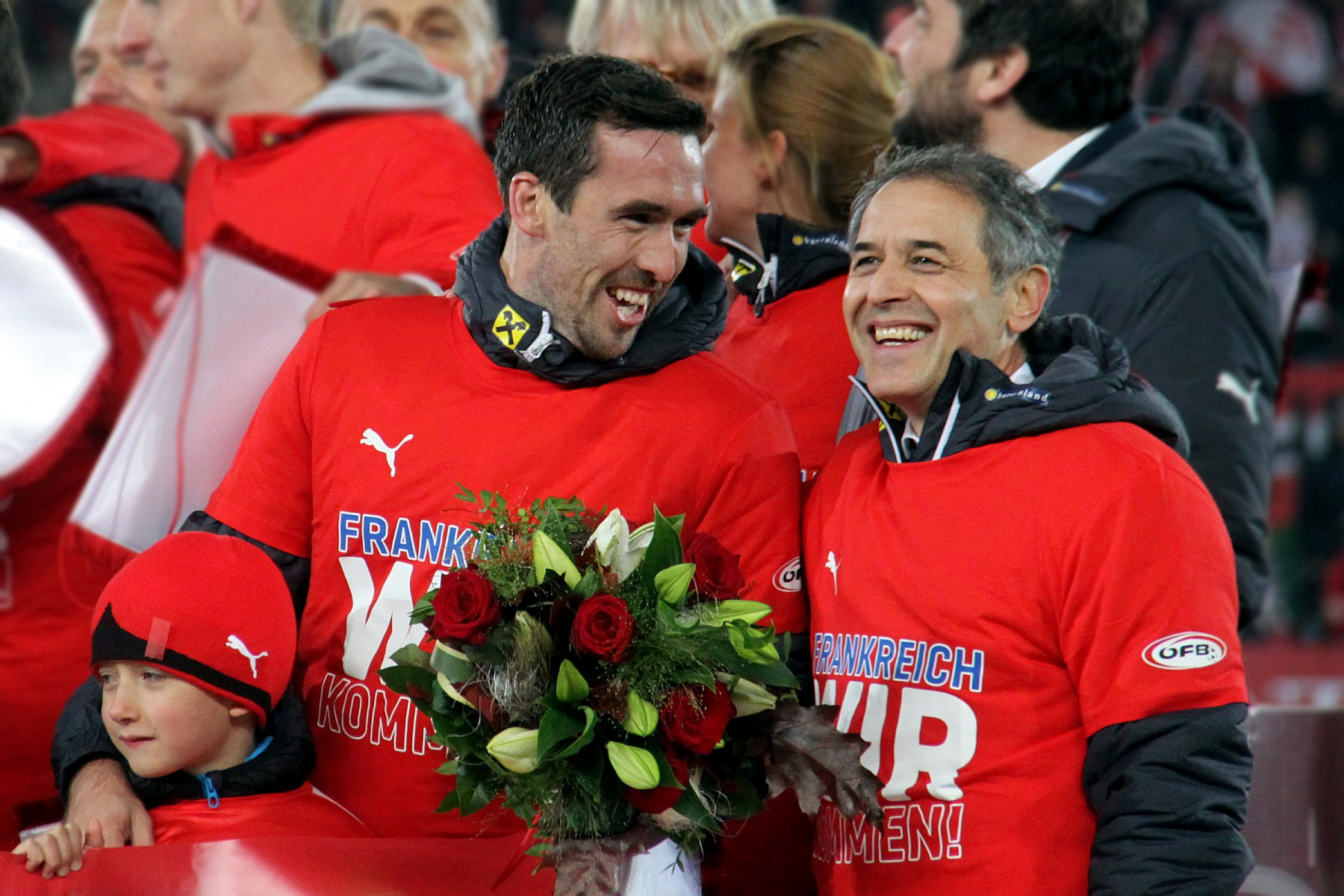
Marcel Koller und Kapitän Christian Fuchs (links) feiern die erfolgreiche Qualifikation zur Fussball-Europameisterschaft 2016

Am 1. November 2011 wurde Koller ÖFB-Teamchef als Nachfolger des Interimstrainers Willibald Ruttensteiner. Die Bestellung Kollers zum neuen Teamchef wurde von ehemaligen österreichischen Nationalspielern kritisiert. Andere äusserten sich neutral bis positiv. Die Nationalmannschaft verzeichnete danach zwar einen deutlichen Aufwärtstrend, scheiterte aber in der Qualifikation für die Weltmeisterschaft 2014 in Brasilien als Gruppendritter.
Koller wurde gegen Ende der WM-Qualifikation mit Clubs in der Schweiz und in Deutschland in Verbindung gebracht. Ausserdem bot ihm der Schweizerische Fussballverband den Posten des Nationaltrainers der Schweiz an. Schliesslich verlängerte er seinen Vertrag mit dem ÖFB um zwei Jahre. Kurz vor der Vertragsverlängerung bezichtigte Wolfgang Fellner in der Tageszeitung Österreich Koller des Verrats und forderte den ÖFB auf, ihn in einem «Packerl an die Schweizer» zu senden. Die gesamte ÖFB-Elf stellte sich mit einem offenen Brief solidarisch hinter Koller.
Nach einem 4:1-Sieg über Schweden qualifizierte sich die Mannschaft mit Koller am 8. September 2015 frühzeitig als Gruppensieger für die EM 2016, das erste Mal überhaupt auf sportlichem Weg. Die Nationalmannschaft war erstmals in den Top 10 der FIFA-Weltrangliste. Bei der Ehrung der österreichischen Sportler des Jahres 2015 wurde die Nationalmannschaft als Mannschaft des Jahres ausgezeichnet; Koller selbst erhielt den Special Award.
Kollers Vertrag beim ÖFB lief bis 31. Dezember 2017, im Falle der erfolgreichen Qualifikation für die Weltmeisterschaft in Russland bis 2018. Im September 2017 beschloss der ÖFB, dass keine Verlängerung von Kollers Vertrag angestrebt werde. Am 30. Oktober 2017 gab der ÖFB bekannt, dass Koller ab 1. Jänner 2018 durch Franco Foda ersetzt werde. Koller wurde ab November 2017 beurlaubt, weshalb Foda dank dem Entgegenkommen des SK Sturm Graz die Nationalmannschaft bereits beim Freundschaftsspiel gegen Uruguay (2:1) am 14. November 2017 betreute.

#### FC Basel
Von August 2018 bis August 2020 war Koller Cheftrainer des FC Basel.

#### al Ahly SC in Ägypten
Anfang September 2022 wurde er als Nachfolger von Ricardo Soares Trainer beim al Ahly SC in Kairo. Im Juni 2023 gewann er mit dem Club die Champions League Afrikas. Im Juli 2023 stellte er auch den Meistertitel sicher. Nach 29 Runden war der Club ungeschlagen. Bereits zuvor hatte er zweimal den Super-Cup (Herbst 2022 und Mai 2023) und den Cup gewonnen. Bei der Klub-Weltmeisterschaft im Dezember 2023 erreichte Koller mit seinem Team den Halbfinal, der gegen Fluminense Rio de Janeiro verloren ging. Ende Mai 2024 gewann er mit dem Club erneut die afrikanische Champions League. Es war der achte Titel in zwei Jahren, den Koller mit al Ahly erringen konnte. Zuvor hatte Koller im Jahr 2024 bereits den Cup und den Supercup mit dem Verein gewonnen. Nachdem al Ahly im April 2025 im Halbfinal der afrikanischen Champions League ausgeschieden war, wurde Koller trotz seiner vielen Erfolge mit dem Verein entlassen.

## Privates
Marcel Koller ist seit 2007 in zweiter Ehe verheiratet. Mit seiner ersten Frau, einer Österreicherin, hat er zwei gemeinsame Kinder. Sein Sohn Kevin Koller ist ebenfalls Fussballspieler und spielt im Zürcher Fussballclub FC Pfäffikon.

## Erfolge

### Als Spieler
- 7× Schweizer Meister (mit Grasshopper Zürich)
- 5× Schweizer Cup (mit Grasshopper Zürich)
- Teilnahme an der Fussball-Europameisterschaft 1996 in England

### Als Trainer
- 2× Schweizer Meister (mit FC St. Gallen und Grasshopper Club Zürich)
- 2× Schweizer Trainer des Jahres (1999 und 2015)
- Aufstieg in die Bundesliga (2006 VfL Bochum)
- Qualifikation für die EM 2016 (Österreich)
- Österreichischer Trainer des Jahres (2015)
- 1× Schweizer Cupsieger (FC Basel 2019)
- 3× Ägyptischer Fussball-Supercup (al Ahly 2022, 2023, 2024)
- 2× CAF Champions League (al Ahly 2023, 2024)
- 2× Ägyptischer Meister (al Ahly 2023, 2024)
- 2× Ägyptischer Cupsieger (al Ahly 2023, 2024)

## Auszeichnungen
- 2016: Goldenes Ehrenzeichen für Verdienste um das Land Wien[31]

## ÖFB-Länderspiele unter Teamchef Marcel Koller
Legende
- H = Heimspiel
- A = Auswärtsspiel
- * = Spiel auf neutralem Platz
- grüne Hintergrundfarbe = Sieg Österreichs
- gelbe Hintergrundfarbe = Unentschieden
- rote Hintergrundfarbe = Niederlage

| Spiele | Siege | Remis | Niederlagen | Tore  | TD  |
| ------ | ----- | ----- | ----------- | ----- | --- |
| 54     | 25    | 13    | 16          | 81:58 | +23 |

| Nr. | Datum      | Ergebnis | Gegner                  |   | Austragungsort    | Anlass                | Bemerkung |
| --- | ---------- | -------- | ----------------------- | - | ----------------- | --------------------- | --- |
| 708 | 15.11.2011 | 1:2      | Ukraine                 | A | Lemberg (UKR)     |                       | Erstes Länderspiel gegen die Ukraine Erstes Länderspiel unter Marcel Koller                                                                    |
| 709 | 29.02.2012 | 3:1      | Finnland                | H | Klagenfurt        |                       | |
| 710 | 01.06.2012 | 3:2      | Ukraine                 | H | Innsbruck         |                       | |
| 711 | 05.06.2012 | 0:0      | Rumänien                | H | Innsbruck         |                       | |
| 712 | 15.08.2012 | 2:0      | Türkei                  | H | Wien              |                       | 300. Länderspiel in Wien |
| 713 | 11.09.2012 | 1:2      | Deutschland             | H | Wien              | WM-2014-Qualifikation | Erstmals stehen ausschliesslich Legionäre in der ÖFB-Startelf                                                                                  |
| 714 | 12.10.2012 | 0:0      | Kasachstan              | A | Astana (KAZ)      | WM-2014-Qualifikation | Erstmals kommt kein Spieler eines österreichischen Vereins zum Einsatz                                                                         |
| 715 | 16.10.2012 | 4:0      | Kasachstan              | H | Wien              | WM-2014-Qualifikation | |
| 716 | 14.11.2012 | 0:3      | Elfenbeinküste          | H | Linz              |                       | |
| 717 | 06.02.2013 | 1:2      | Wales                   | A | Swansea (WAL)     |                       | |
| 718 | 22.03.2013 | 6:0      | Färöer                  | H | Wien              | WM-2014-Qualifikation | |
| 719 | 26.03.2013 | 2:2      | Irland                  | A | Dublin (IRL)      | WM-2014-Qualifikation | |
| 720 | 07.06.2013 | 2:1      | Schweden                | H | Wien              | WM-2014-Qualifikation | |
| 721 | 14.08.2013 | 0:2      | Griechenland            | H | Wals-Siezenheim   |                       | |
| 722 | 06.09.2013 | 0:3      | Deutschland             | A | München (GER)     | WM-2014-Qualifikation | |
| 723 | 10.09.2013 | 1:0      | Irland                  | H | Wien              | WM-2014-Qualifikation | |
| 724 | 11.10.2013 | 1:2      | Schweden                | A | Solna (SWE)       | WM-2014-Qualifikation | |
| 725 | 15.10.2013 | 3:0      | Färöer                  | A | Tórshavn (FRO)    | WM-2014-Qualifikation | Österreich verpasst als Gruppendritter die WM-Qualifikation. Die FIFA lehnte den Antrag beider Verbände ab, das Spiel im Juni 2012 auszutragen |
| 726 | 19.11.2013 | 1:0      | Vereinigte Staaten      | H | Wien              |                       | |
| 727 | 05.03.2014 | 1:1      | Uruguay                 | H | Klagenfurt        |                       | |
| 728 | 30.05.2014 | 1:1      | Island                  | H | Innsbruck         |                       | |
| 729 | 03.06.2014 | 2:1      | Tschechien              | A | Olmütz (CZE)      |                       | |
| 730 | 08.09.2014 | 1:1      | Schweden                | H | Wien              | EM 2016-Qualifikation | |
| 731 | 09.10.2014 | 2:1      | Moldau                  | A | Chișinău (MDA)    | EM 2016-Qualifikation | |
| 732 | 12.10.2014 | 1:0      | Montenegro              | H | Wien              | EM 2016-Qualifikation | Erstes Länderspiel gegen Montenegro |
| 733 | 15.11.2014 | 1:0      | Russland                | H | Wien              | EM 2016-Qualifikation | |
| 734 | 18.11.2014 | 1:2      | Brasilien               | H | Wien              |                       | |
| 735 | 27.03.2015 | 5:0      | Liechtenstein           | A | Vaduz (LIE)       | EM 2016-Qualifikation | 300. Länderspiel-Sieg |
| 736 | 31.03.2015 | 1:1      | Bosnien und Herzegowina | H | Wien              |                       | |
| 737 | 14.06.2015 | 1:0      | Russland                | A | Moskau (RUS)      | EM 2016-Qualifikation | |
| 738 | 05.09.2015 | 1:0      | Moldau                  | H | Wien              | EM 2016-Qualifikation | |
| 739 | 08.09.2015 | 4:1      | Schweden                | A | Solna (SWE)       | EM 2016-Qualifikation | Österreich qualifiziert sich vorzeitig als Gruppensieger für die EM-Endrunde                                                                   |
| 740 | 09.10.2015 | 3:2      | Montenegro              | A | Podgorica (MNE)   | EM 2016-Qualifikation | 100. Auswärtssieg |
| 741 | 12.10.2015 | 3:0      | Liechtenstein           | H | Wien              | EM 2016-Qualifikation | 100. EM-Qualifikationsspiel |
| 742 | 17.11.2015 | 1:2      | Schweiz                 | H | Wien              |                       | |
| 743 | 26.03.2016 | 2:1      | Albanien                | H | Wien              |                       | |
| 744 | 29.03.2016 | 1:2      | Türkei                  | H | Wien              |                       | |
| 745 | 31.05.2016 | 2:1      | Malta                   | H | Klagenfurt        |                       | |
| 746 | 04.06.2016 | 0:2      | Niederlande             | H | Wien              |                       | |
| 747 | 14.06.2016 | 0:2      | Ungarn                  | * | Bordeaux (FRA)    | EM 2016-Vorrunde      | |
| 748 | 18.06.2016 | 0:0      | Portugal                | * | Paris (FRA)       | EM 2016-Vorrunde      | |
| 749 | 22.06.2016 | 1:2      | Island                  | * | Saint-Denis (FRA) | EM 2016-Vorrunde      | Österreich scheidet als Gruppenletzter aus |
| 750 | 05.09.2016 | 2:1      | Georgien                | A | Tiflis (GEO)      | WM 2018-Qualifikation | Erstes Länderspiel gegen Georgien |
| 751 | 06.10.2016 | 2:2      | Wales                   | H | Wien              | WM 2018-Qualifikation | |
| 752 | 09.10.2016 | 2:3      | Serbien                 | A | Belgrad (SRB)     | WM 2018-Qualifikation | |
| 753 | 12.11.2016 | 0:1      | Irland                  | H | Wien              | WM 2018-Qualifikation | |
| 754 | 15.11.2016 | 0:0      | Slowakei                | H | Wien              |                       | |
| 755 | 24.03.2017 | 2:0      | Moldau                  | H | Wien              | WM 2018-Qualifikation | |
| 756 | 28.03.2017 | 1:1      | Finnland                | H | Innsbruck         |                       | |
| 757 | 11.06.2017 | 1:1      | Irland                  | A | Dublin (IRL)      | WM 2018-Qualifikation | 50. Länderspiel unter Marcel Koller |
| 758 | 02.09.2017 | 0:1      | Wales                   | A | Cardiff (WAL)     | WM 2018-Qualifikation | |
| 759 | 05.09.2017 | 1:1      | Georgien                | H | Wien              | WM 2018-Qualifikation | |
| 760 | 06.10.2017 | 3:2      | Serbien                 | H | Wien              | WM 2018-Qualifikation | |
| 761 | 09.10.2017 | 1:0      | Moldau                  | A | Chișinău (MDA)    | WM 2018-Qualifikation | Letztes Länderspiel unter Marcel Koller |

## Sonstiges
Koller analysierte für den ORF im Fernsehen einige Spiele bei der Fussball-Weltmeisterschaft 2018 in Russland.